# Hahnia obliquitibialis
Hahnia obliquitibialis är en spindelart som beskrevs av Robert Bosmans 1982. Hahnia obliquitibialis ingår i släktet Hahnia och familjen panflöjtsspindlar.
Artens utbredningsområde är Malawi. Inga underarter finns listade i Catalogue of Life.